# Granulopsammodius transcaspicus
Granulopsammodius transcaspicus är en skalbaggsart som beskrevs av Rudolph Petrovitz 1961. Granulopsammodius transcaspicus ingår i släktet Granulopsammodius och familjen Aphodiidae. Inga underarter finns listade i Catalogue of Life.